# Christian Hackenberg
Pour l’article homonyme, voir Hackenberg.
(en) Statistiques sur pro-football-reference
Christian Hackenberg, né le 14 février 1995 à Lehighton, est un joueur américain de football américain qui a évolué au poste de quarterback en National Football League (NFL) puis en Alliance of American Football (AAF).

## Carrière universitaire
Hackenberg est désigné comme quarterback titulaire peu avant le début de sa première saison à l'université d'État de Pennsylvanie. Il se présente pour la draft 2016 de la NFL après sa saison junior.

## Carrière professionnelle
Il est sélectionné à la 51e place de la draft 2016 de la National Football League par les Jets de New York. Le 22 mai 2016, il signe un contrat de quatre ans pour 4,66 millions de dollars comprenant une prime à la signature de 1,6 million de dollars.
Le 22 mai 2018, Hackenberg est échangé aux Raiders d'Oakland contre un choix conditionnel de septième tour de la draft 2019. Il est libéré par les Raiders le 12 juin 2018.
Le 12 août 2018, il est engagé par les Eagles de Philadelphie. Il est libéré le 31 août 2018.
Le 3 septembre 2018, Hackenberg est engagé à l'équipe d'entraînement des Bengals de Cincinnati. Il est libéré de l'équipe d'entraînement le 5 novembre 2018.
Le 28 novembre 2018, Hackenberg est sélectionné à la 15e place de la draft inaugurale de l'Alliance of American Football par l'Express de Memphis (en). La ligue met cependant fin à ses activités en avril 2019.

## Statistiques

### Universitaires
| Année  | Équipe                      | Statut | MJ |         | Passes   | Passes | Passes | Passes | Passes | Passes | Passes  |       | Courses | Courses | Courses | Courses |
| Année  | Équipe                      | Statut | MJ | Tentées | Réussies | Pct.   | Yards  | TD     | Int.   | Éval.  | Tentées | Yards | Moy.    | TD      |         |         |
| 2013   | Nittany Lions de Penn State | FR     | 12 | 231     | 392      | 58,9   | 2 955  | 20     | 10     | 134,0  | 49      | -68   | -1,4    | 4       |         |         |
| 2014   | Nittany Lions de Penn State | SO     | 13 | 270     | 484      | 55,8   | 2 977  | 12     | 15     | 109,4  | 93      | -94   | -1,0    | 0       |         |         |
| 2015   | Nittany Lions de Penn State | JR     | 13 | 192     | 359      | 53,5   | 2 525  | 16     | 6      | 123,9  | 66      | -80   | -1,2    | 2       |         |         |
| Totaux | Totaux                      | Totaux | 38 | 693     | 1235     | 56,1   | 8 457  | 48     | 31     | 121,4  | 208     | −242  | -1,2    | 6       |         |         |

## Carrière d'entraîneur
En mars 2021, Hackenberg est engagé comme entraîneur des quarterbacks à Winslow Township High School, dans le New Jersey.